# Dr. Demento

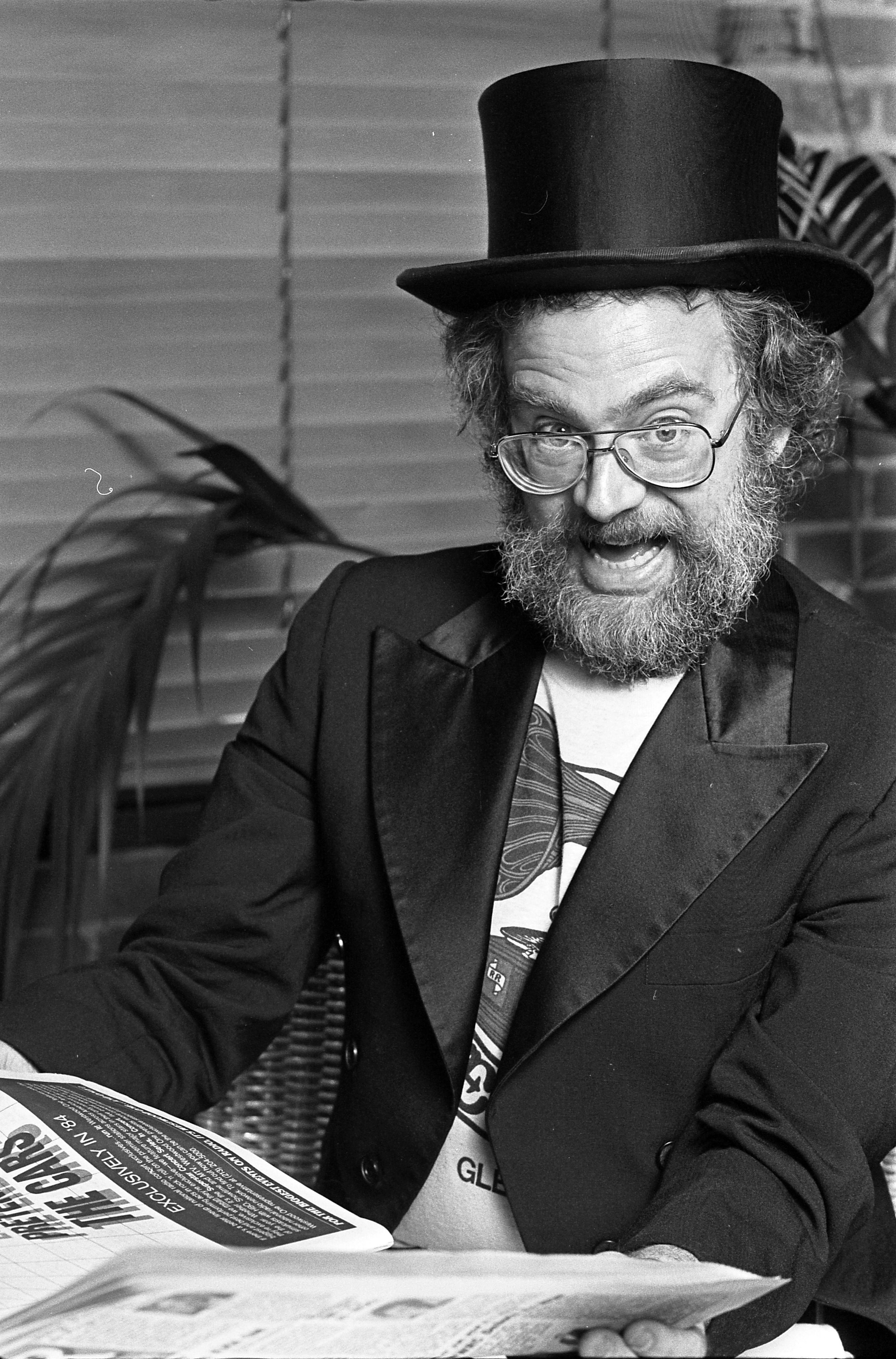
Dr. Demento (1984)

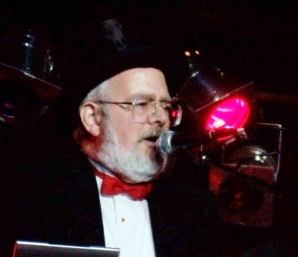
Dr. Demento (2004)

Dr. Demento (* 2. April 1941 in Minneapolis; eigentlich Barret Eugene Hansen) ist ein US-amerikanischer Radiomoderator, der sich auf Parodien und Novelty Songs spezialisiert hat. Er gilt als Entdecker des Parodisten Weird Al Yankovic. Die Kunstfigur Dr. Demento entwickelte er bereits 1970 bei einem Radiosender in Los Angeles. Seine wöchentliche Sendung war ab 1974 in den USA syndiziert und wurde bis 2010 im Radio, seitdem ausschließlich online ausgestrahlt. Weiterhin wirkte er als Schauspieler und Drehbuchautor.

## Leben
Nach eigenen Angaben begann er bereits mit zwölf Jahren seine große Plattensammlung, als ein Secondhand-Laden Tausende alter Schallplatten zu günstigsten Preisen verkaufte. An der University of California, Los Angeles schloss er sein Studium in Folklore und Musikethnologie mit einem Mastertitel ab. Danach arbeitete er als Roadie für die Bands Spirit sowie Canned Heat, später als A&R-Manager für Specialty Records und Warner Bros. Records. Gleichzeitig moderierte er seine wöchentliche Sendung. Ein weiterer neben Weird Al Yankovic von Hansen geförderter Musiker war Bobby Pickett. Hansen schrieb und moderierte Ende der 1980er Jahre für MTV zwei Specials, in denen er die Highlights seiner Radiosendungen präsentierte. Als Schauspieler war er unter anderem in UHF – Sender mit beschränkter Hoffnung zu sehen, weitaus häufiger sind seine Cameo-Auftritte zum Beispiel in der Weird Al Show oder bei Die Simpsons. 
The Dr. Demento Show wird auch als Audiostream kostenpflichtig über die offizielle Website ausgestrahlt.

## Diskografie (Auswahl)
- Dr. Demento’s Delights (1975)
- Dr. Demento’s Dementia Royale (1980)
- Dr. Demento’s Mementos (1982)
- Dr. Demento 20th Anniversary Collection (1991)
- Dr. Demento 25th Anniversary Collection (1996)
- Dr. Demento 2000! 30th Anniversary Collection (2001)